# 싱클레어 루이스
헤리 싱클레어 루이스(Harry Sinclair Lewis, 1885년 2월 7일 ~ 1951년 1월 10일)는 미국의 작가이다. 미네소타주에서 태어났다. 1930년 미국 문학 역사에서는 처음으로 노벨문학상을 받았다. 1902년 오벌린 대학교에 입학했지만 1903년 예일대학교로 옮겨 1907년 학사로 졸업하고 기자로 일했으며, 출판사에서 편집자로 일하기도 했는데, 그의 다양한 경험은 미국 사회와 종교의 문제점을 예리하게 비판하는 지성을 갖게 해 주어, 작가로서의 명성을 날렸다. 하지만, 개인적으로는 알코올 중독, 두 번의 이혼을 겪는 등 행복하지 못했다.

## 학력
- 1902년: 오벌린 대학교 입학
- 1907년: 예일 대학교 학사